# Lionel Sebastián Scaloni
Lionel Sebastián Scaloni (Rosario, Argentina, 16 de maig del 1978) és un futbolista argentí retirat, que va jugar de defensa al Deportivo de La Coruña i a la SS Lazio, entre d'altres equips. El seu primer equip va ser el Newell's Old Boys de l'Argentina. Actualment és el seleccionador de l'Argentina.

## Carrera de jugador

### Club
Lionel Scaloni va néixer a Rosario, província de Santa Fe. Va debutar a la Primera divisió argentina el 1995, jugant amb el Newell's Old Boys. El 1996 va ser fitxat per l'Estudiantes de La Plata, club en què roman fins al 1997, quan és comprat peel Deportivo de La Corunya. En setembre de 2006 s'incorporà al Real Racing Club de Santander.
Va debutar en la lliga espanyola el 4 de gener del 1998, en un partit entre el Deportivo de La Corunya i el Real Sporting de Gijón. Amb el club corunyer va aconseguir un campionat de lliga, una Copa del Rei i dues Supercopes d'Espanya.
Pel fet de no tenir continuïtat en el Deportivo, en el 2006 va preferir ser cedit al West Ham, on va jugar la resta de la temporada de titular. Al retornar al Depor, el club no li va fer fitxa i li va rescindir el contracte un cop acabat el mercat de fitxatges.
El 13 de setembre del 2006 va fitxar pel Racing de Santander per una temporada. El 30 de juny del 2007 va fitxar per cinc temporades amb la Lazio. El 25 de gener del 2008 fitxà amb el RCD Mallorca per temporada i mitja, però el 2009 tornà al seu equip anterior.

### Internacional
En 7 ocasions va vestir la camiseta de la selecció argentina, debutant el 30 d'abril del 2003 en un partit entre la selecció argentina i la de Líbia. Va integrar el planter que va disputar la Copa del Món d'Alemanya jugant 1 partit.
Amb la selecció sub-20 va aconseguir el Mundial disputat a Malàisia el 1997, equip dirigit per José Pekerman.

## Carrera d'entrenador
L'11 d'octubre del 2016, Scaloni es va incorporar al cos tècnic del seu compatriota Jorge Sampaoli al Sevilla FC. El juny de 2017, quan aquest últim va ser nomenat nou seleccionador nacional, va tornar a ser nomenat el seu ajudant.
Un any després, després del fracàs de la selecció al Mundial de Rússia, Scaloni i Pablo Aimar van ser nomenats seleccionadors interins fins a finals d'any. El novembre de 2018, el primer va ser confirmat en el càrrec fins al juny següent, quan havia de disputar-se la Copa Amèrica 2019, i va conduir l'equip al tercer lloc al Brasil.
Scaloni va guanyar amb l'Argentina el títol de la Copa Amèrica 2021 després de derrotar el Brasil, que tornava a ser l'amfitrió (1-0), ajudant-lo a guanyar el seu primer trofeu en 28 anys. El novembre d'aquell any, va ser nominat per al Premi al Millor Entrenador de Futbol de la FIFA, però no va quedar entre els finalistes.
L'1 de juny, l'Argentina de Scaloni va guanyar la Finalíssima de 2022 després de derrotar Itàlia per 3-0 a l'estadi de Wembley. El 22 de novembre, el seu equip va perdre per 2-1 davant l'Aràbia Saudita en el seu primer partit de la fase de grups del Mundial de Qatar; el resultat va ser considerat estadísticament la major sorpresa de la història del torneig. Tot i la primera derrota, Scaloni va guiar a l'Argentina a guanyar la seva tercera copa del mon, vencent els dos següents partits contra Mèxic i Polònia, (2-0 en els dos partits), a Austràlia a vuitens de final (2-1), Holanda a quarts de final (2-2 (3-4 en penals)), a Croàcia a semifinals (3-0) i vencent a la final a la França d'Mbappe, Giroud, etc. El partit acabaria 3-3 (prorroga incluida) amb doblet de Messi i gol de Di Maria per als argentins i hat-trik de Killian Mbappe per frança. Als penals els argentins van vencer 4-2 (Messi, Dybala, Paredes i Montiel pels argentins, Mbappe i Kolo Muani pels francesos)

## Palmarès

### Com a jugador
RCD La Corunya
- 1 Lliga espanyola (1999-2000)
- 1 Copa del Rei (2001-02)
- 2 Supercopes d'Espanya (2000 i 2002)

Selecció argentina
- 1 Mundial juvenil (1997)

### Com a entrenador
Selecció argentina
- 1 Copa del Món (2022)[12]
- 2 Copes Amèrica (2021,[13] 2024)[14]
- 1 Copa de Campions Conmebol-UEFA (2022)[15]

Individual
- 1 Millor entrenador The Best FIFA: 2022[16]
- 2 Millor entrenador nacional per la IFFHS: 2022,[17] 2023[18]
- 1 Entrenador de l'any d'Amèrica del Sud: 2022[19]
- 1 Panchina d'Oro: 2023[20]